# 전간기 영국의 실업과 빈곤

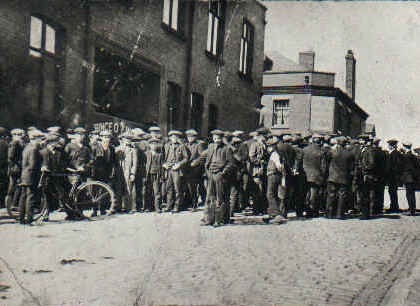
1926년 영국 총파업은 탄광 노동자들이 직면한 임금 삭감을 강조하기 위해 소집되었다.

전간기 동안 실업은 영국 사회의 지배적인 문제였다. 실업률은 거의 1,000,000명 미만으로 떨어지지 않았고 1933년에는 3,000,000명 이상으로 정점에 달했는데, 이 수치는 노동 인구의 20% 이상을 나타냈다. 실업률은 사우스 웨일스와 리버풀을 포함한 지역에서 훨씬 더 높았다. 정부는 실업의 영향을 완화하기 위해 1920년에 실업 보험 제도를 확대했다.

## 원인
제1차 세계 대전 이후 산업이 쇠퇴한 데에는 몇 가지 이유가 있었다. 전쟁의 끝은 호황을 가져왔다. 해운 산업에서 기업들은 수요 증가를 활용하기 위해 빠르게 확장했다. 그러나 호황은 단명했고 이러한 급속한 확장은 과잉 공급으로 인한 불황을 야기했다. 영국 경제의 구조적 약점은 전통 산업에 불균형적으로 많은 일자리가 있었다는 것을 의미했다. 전전 기술 개발 부족과 전후 경쟁의 결합은 경제를 손상시켰고 새로 등장한 산업들은 더 적은 사람들을 고용했다. 동시에 영국은 강한 외국 경쟁으로 인해 해외 시장을 잃기 시작했다. 일부는 지나치게 관대한 실업 보험 시스템이 경제 상태를 악화시켰다고 주장한다. 1929년 월스트리트 대폭락은 전 세계적인 무역 침체를 야기했으며 대공황으로 이어졌다.
주요 실업 지대를 제외하고 영국은 전반적으로 번성했다. 역사가 피어스 브렌던은 다음과 같이 썼다.
그러나 역사가들은 이 암울한 그림을 오랫동안 수정해 부유한 사회의 요람으로 악마의 10년을 제시한다. 전쟁 사이에 물가는 급격히 하락했고 평균 소득은 약 3분의 1 증가했다. "재산 소유 민주주의"라는 용어는 1920년대에 만들어졌고 1930년대에는 3,000,000채의 집이 지어졌다. 토지, 노동, 재료가 저렴했다: 방갈로는 225파운드에, 연립주택은 450파운드에 구입할 수 있었다. 중산층은 또한 라디오그램, 전화, 세 조각 스위트, 전기 레인지, 진공청소기, 골프 클럽을 구입했다. 그들은 켈로그 콘 플레이크("하루도 빠지지 마세요")를 먹고 오데온 시네마로 오스틴 세븐(1930년까지 135파운드)을 타고 운전했으며 "목의 통증을 막기 위해" 코르크 팁이 있는 크레이븐 A 담배를 피웠다. 불황은 소비 붐을 일으켰다.

## 대응

### 로이드 조지 연합정부
정부가 제1차 세계 대전 자금을 주로 차입을 통해 조달했기 때문에 영국은 막대한 국가 부채를 안게 되었다. 1919년에 경제 호황이 발생하여 실업률이 감소했다. 1920년에 실업이 증가하기 시작하면서 호황은 멈췄고, 1922년 총선에서 자유당-보수당 연합이 정권을 잃을 무렵에는 실업률이 2,500,000명에 달했다. 1920년에 실업 위원회가 설치되어 실업을 완화하기 위한 공공 사업 계획을 권고했으며, 이는 실업 보조금 위원회의 설립으로 이어졌다. 실업이 영국 전역에서 고르게 나타나지 않았기 때문에, 경제 침체로 특히 영향을 받은 국가 지역에 계획을 집중하기로 결정되었다. 그러나 정부는 또한 금본위제로 돌아가기를 원했는데, 이는 공공 지출 삭감이 필요했을 것이다. 1920년 실업보험법은 실업 수당을 250파운드 미만을 버는 모든 노동자에게 확대했다. 1921년에는 "구직 시험"이 도입되어 전체 실업 수당을 받으려면 수령인이 구직 활동을 하고 있다는 증거가 있어야 한다고 규정했다.

### 보수당 정책
1927년 실업보험법은 노동자들이 보험 제도의 일부가 되기 위해 기여해야 한다는 원칙으로 돌아갔다. 구빈원 제도는 폐지되고 공공 부조 위원회 시스템으로 대체되었다.

### 노동당 정책
램지 맥도널드 정부는 1929년 개발 (대출 보증 및 보조금)법 (20 & 21 Geo. 5. c. 7)을 통과시켰다.

### 국민 정부
1931년, 재정 위기로 인한 내각 분열 후 국민 정부가 수립되었다. 국민 정부는 1931년부터 1940년까지 제2차 세계 대전 중 윈스턴 처칠이 연합 정부의 총리가 될 때까지 집권했다.
지방 정부는 지방 당국이 학교 급식과 보건 서비스를 제공하도록 재편되었고, 자산 심사가 도입되었으며, 1934년에는 실업 지원 위원회가 설립되었다. 경제적 조치로는 파운드화 평가절하와 영국의 통화를 금본위제에서 이탈시키는 것이 포함되었으며, 차입도 증가했다. 1934년 특별지역법은 불황 지역에 재정을 투입하려 시도했고, 영국 산업은 국가 보조금 및 수입 할당량과 같은 보호주의적 조치로 보호받았다. 1934년 실업법은 실업 보험 적용 대상을 늘렸다.

## 법률
- 1920년 실업보험법
- 1921년 실업보험법
- 1924년 실업보험법
- 1927년 실업보험법
- 1930년 실업보험법
- 1930년 탄광법
- 1932년 수입관세법
- 1934년 실업법
- 1934년 특별지역법
- 1935년 영국 해운(지원)법
- 1936년 면방직 산업법
- 1937년 특별지역(개정)법
- 1939년 면화 산업(재편)법

## 소요
이 시기에는 몇 가지 소요 사태가 있었는데, 가장 주목할 만한 것은 1926년의 1926년 영국 총파업과 1936년 10월의 재로우 행진이다. 또한 자산 심사 도입에 대한 항의와 국민실업노동자운동이 조직한 기아 행진도 있었다.

## 더 읽어보기
- Benjamin, Daniel K. & Levis A. Kochin, "Searching for an Explanation for Unemployment in Interwar Britain" Journal of Political Economy 87 (1979), pp. 441–478.
- Cole, Harold L., and Lee E. Ohanian. "The Great UK Depression: A puzzle and possible resolution." Review of Economic Dynamics 5.1 (2002): 19–44.
- Eichengreen, Barry J., and Timothy J. Hatton, eds. Interwar unemployment in international perspective (Springer, 2012).
- Eichengreen, Barry. "Unemployment in Interwar Britain." Institute for Research on Labor and Employment (1988). online
- Hatton, Timothy J. "Unemployment and the labour market, 1870-1939." in The Cambridge economic history of modern Britain: vol 2 1860-1939 (2004)
- Hatton, Timothy J., and Roy E. Bailey. "Unemployment incidence in interwar London." Economica 69.276 (2002): 631–654.
- McKibbin, Ross. Classes and Cultures: England 1918-1951 (2000) pp 111–26.
- Pugh, Martin.  'We Danced All Night': A Social History of Britain Between the Wars (2008) review by Piers Brendon in The Guardian 4 July 2008
- Srinivasan, Naveen, and Pratik Mitra. "Interwar Unemployment in the UK and the US: Old and New Evidence." South Asian Journal of Macroeconomics and Public Finance 5.1 (2016): 96–112. online